# Gustaf Cedergren
Gustaf Theodor Cedergren, född 5 december 1879 i Stockholm, död 4 juni 1919 i Köpenhamn, var en svensk ingenjör och seglare.
Gustaf Cedergren var son till telefondirektören Henrik Tore Cedergren och Emma Sofia Frisk (1852–1882). Han var verkställande direktör för telefonbolaget Mexeric, dotterbolag till Ericsson, i Mexiko. Cedergren ägde segelbåten Sass, vilken deltog i de olympiska seglingarna i Nynäshamn i juli 1912. Sass kom på fjärde plats i 6-metersklassen. I tremannabesättningen var Olof Mark (1873–1920) skeppare och de övriga var Edvin Hagberg (1875–1947) och Jonas Jonsson (1873–1926). Han lät också bygga de två andra 6-meters kappseglingsbåtarna Sassa och Sassan, den senare på Neglingevarvet 1914. Sassan är en internationell 6-metersjakt (R6:a), konstruerad av Axel Nygren (1865–1935) och är fortfarande under segel samt k-märkt.
Han köpte ett år efter faderns död Årsta slott 1910, vilket han moderniserade. Cedergren är begravd på Norra begravningsplatsen i Solna, i samma grav som sina föräldrar.